# Las mieszany wilgotny
Las mieszany wilgotny (LMw) – typ siedliskowy lasu obszarów nizinnych. Zajmuje siedliska średnio żyzne i wilgotne. Spotyka się go w sąsiedztwie siedlisk lasu mieszanego świeżego. Zajmuje zazwyczaj lokalne obniżenia z płytkim poziomem wód gruntowych lub długotrwale stagnującymi wodami opadowymi, albo strefy przejściowe między siedliskami boru mieszanego wilgotnego i lasu wilgotnego. Występuje na glebach bielicowych właściwych oglejonych, glebach brunatnych wyługowanych oglejonych lub pseudooglejonych, glebach gruntowo-glejowych właściwych, murszowo-glejowych, czarnych ziemiach zdegradowanych, niekiedy na glebach murszowatych z próchnicą typową lub murszowatą. Gleby te utworzone są z piasków akumulacji lodowcowej, zalegających niekiedy na glinach zwałowych, z piasków tarasów akumulacyjnych lub piasków i żwirów akumulacji wodnolodowcowej, z aluwialnych piasków rzecznych.
Runo, w zależności od zwarcia drzewostanu, różnie rozwinięte, ale zawsze spotyka się tu gatunki roślin wilgociolubnych, takich jak sit, niskie turzyce, tojeść, skrzyp oraz większe ilości mchu płonnika (rozległe, ciemnozielone poduchy), a w miejscach silniej wilgotnych nawet torfowców.
Gatunki runa typowe różnicujące LMw od BMw:
- Deschampsia caespitosa – śmiałek darniowy,
- Juncus effusus – sit rozpierzchły,
- Juncus conglomeratus – sit skupiony,
- Equisetum silvaticum – skrzyp leśny,
- Achyrium filix-femina – wietlica samicza,
- Carex lepohna – turzyca zajęcza.

Gatunki częste:
- Oxalis acetosella – szczawik zajęczy,
- Majanthemem bifolium – konwalijka dwulistna,
- Lysimachia vulgaris – tojeść pospolita,
- Polytrichum commune – płonnik pospolity,

Drzewostan: Gatunki główne: sosna, dąb szypułkowy, świerk pospolity (w krainie II i V), jodła pospolita (w krainie VI).
Gatunki domieszkowe: brzoza brodawkowata, topola osika, lipa, olsza czarna, grab (dolne piętro).
Gatunki podszytowe: kruszyna pospolita, leszczyna, jarząb, czeremcha.
Lasy mieszane wilgotne zajmują w kraju około 2% powierzchni naszych lasów. Stanowią niewielkie powierzchnie i nie są często spotykane.